# 12275 Marcelgoffin
12275 Marcelgoffin este un asteroid din centura principală de asteroizi.

## Descriere
12275 Marcelgoffin este un asteroid din centura principală de asteroizi. A fost descoperit pe 15 noiembrie 1990 la Observatorul La Silla de Eric Walter Elst. Asteroidul prezintă o orbită caracterizată de o semiaxă mare de 2,76 ua, o excentricitate de 0,15 și o înclinație de 10,5° în raport cu ecliptica.